# Meadow Lake (circonscription saskatchewanaise)
Pour les articles homonymes, voir Meadow Lake.
Circonscription électorale provinciale du Canada
Meadow Lake est une circonscription électorale provinciale de la Saskatchewan au Canada. Elle est représentée à l'Assemblée législative de la Saskatchewan depuis 1934.
Une circonscription fédérale nommée Meadow Lake a également existé de 1948 à 1979.

## Géographie
En 2024, la circonscription comprend :
- Les communautés de Meadow Lake, Leoville (en), Chitek Lake (en), Indian Point – Golden Sands (en), Turtle Lake Lodge (en), Livelong (en), Sunset View Beach (en), Evergreen Acres (en), Turtle Lake South Bay (en), Kopp's Kove (en), Crystal Bay-Sunset (en), Parkland Beach (en), Powm Beach (en), Kivimaa-Moonlight Bay (en), Horseshoe Bay, Evergreen Beach (en), Mowrey Beach (en), St. Walburg, Makwa (en), Loon Lake (en), Dorintosh, South Waterhen Lake (en), Greig Lake (en), Goodsoil (en), Beacon Hill (en), Whelan et Belbutte.
- Les municipalités rurales de Spiritwood No 496 (en), Medstead No 497 (en), Parkdale No 498 (en), Mervin No 499 (en), Frenchman Butte No 501 (partie), Big River No 555 (en), Loon Lake No 561 (en), Meadow Lake No 588 (en) et Beaver River No 622 (en).
- Les communautés Premières Nations de Waterhen 130 (en), Gladue Lake 105B (en), Flying Dust (en), Eagles Lake 165C (en), Pelican Lake (en), Witchekan Lake (en), Moosomin (en) (partie), Saulteaux (en), Thunderchild (en) et Red Pheasant (en).
- Les parcs provinciaux de Meadow Lake (en) et Makwa Lake (en).

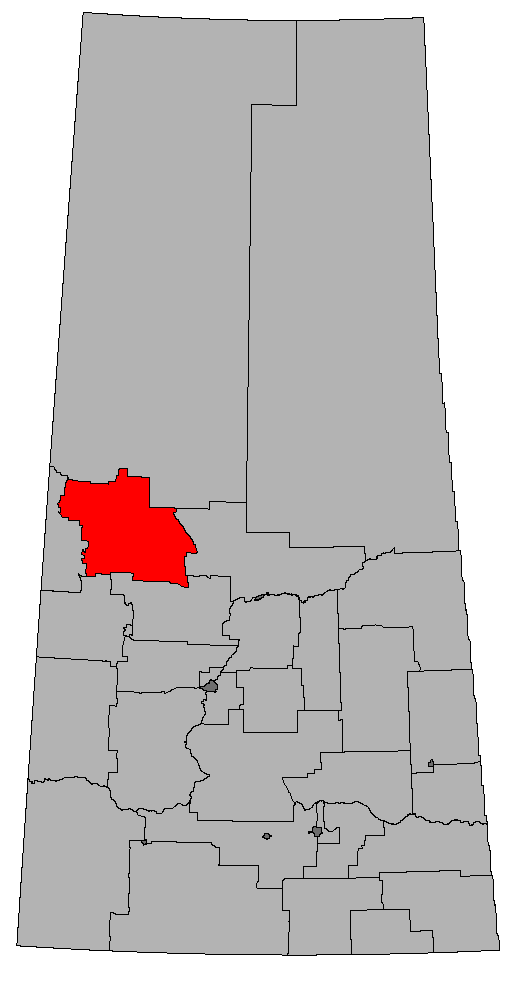
Frontière de la circonscription en 2016.
Frontière de la circonscription en 2022.

## Liste des députés
| Parlement   | Années        | Député                 | Député                     | Parti                     |
| Meadow Lake | Meadow Lake   | Meadow Lake            | Meadow Lake                | Meadow Lake               |
| ----------- | ------------- | ---------------------- | -------------------------- | ------------------------- |
| 8e          | 1934–1938     |                        | Donald MacDonald           | Libéral                   |
| 9e          | 1938–1944     |                        | Donald MacDonald           | Libéral                   |
| 10e         | 1944–1948     |                        | Herschel Lee Howell        | CCF                       |
| 11e         | 1948–1952     |                        | William Thorneycroft Lofts | Libéral                   |
| 12e         | 1952–1956     | Hugh Clifford Dunfield |                            | Libéral                   |
| 13e         | 1956–1960     |                        | A. Peter Weber             | Crédit social             |
| 14e         | 1960–1964     |                        | Martin Semchuk             | CCF                       |
| 15e         | 1964–1967     |                        | Henry Ethelbert Coupland   | Libéral                   |
| 16e         | 1967–1971     |                        | Henry Ethelbert Coupland   | Libéral                   |
| 17e         | 1971–1975     |                        | Henry Ethelbert Coupland   | Libéral                   |
| 18e         | 1975–1978     |                        | Gordon McNeill             | Néo-démocrate             |
| 19e         | 1978–1982     |                        | George Malcolm McLeod      | Progressiste-conservateur |
| 20e         | 1982–1986     |                        | George Malcolm McLeod      | Progressiste-conservateur |
| 21e         | 1986–1991     |                        | George Malcolm McLeod      | Progressiste-conservateur |
| 22e         | 1991–1995     |                        | Maynard Sonntag            | NPD                       |
| 23e         | 1995–1999     |                        | Maynard Sonntag            | NPD                       |
| 24e         | 1999–2003     |                        | Maynard Sonntag            | NPD                       |
| 25e         | 2003–2007     |                        | Maynard Sonntag            | NPD                       |
| 26e         | 2007–2011     |                        | Jeremy Harrison            | Parti saskatchewanais     |
| 27e         | 2011–2016     |                        | Jeremy Harrison            | Parti saskatchewanais     |
| 28e         | 2016–2020     |                        | Jeremy Harrison            | Parti saskatchewanais     |
| 29e         | 2020–2024     |                        | Jeremy Harrison            | Parti saskatchewanais     |
| 30e         | 2024–en cours |                        | Jeremy Harrison            | Parti saskatchewanais     |